# Phrygilus
Phrygilus és un gènere d'ocells de la família dels tràupids (Thraupidae).

## Taxonomia
Segons la Classificació del Congrés Ornitològic Internacional (versió 14.2, 2024) aquest gènere està format per 4 espècies:
- Frigil capgrís (Phrygilus gayi Gervais, 1834)
- Frigil de la Patagònia (Phrygilus patagonicus Lowe, 1923)
- Frigil capnegre (Phrygilus atriceps d'Orbigny & Lafresnaye, 1837)
- Frigil del Perú (Phrygilus punensis Ridgway, 1887)